# Blagowest Stojanow
Blagowest Nikolow Stojanow (bulgarisch Благовест Николов Стоянов; * 21. März 1968 in Assenowgrad) ist ein ehemaliger bulgarischer Kanute.

## Erfolge
Blagowest Stojanow gab 1992 in Barcelona sein Debüt bei den Olympischen Spielen und startete mit Martin Marinow im Zweier-Canadier in zwei Wettbewerben. Über 500 Meter erreichten sie nach einem zweiten Platz im Vorlauf das Finale, in dem sie als Dritte die Bronzemedaille gewannen. Nach 1:41,94 Minuten kamen sie nach den siegreichen Aljaksandr Massjajkou und  Dsmitryj Douhaljonok sowie den zweitplatzierten Deutschen Ulrich Papke und Ingo Spelly ins Ziel. Ihr Rückstand auf Massjajkou und Douhaljonok betrug dabei lediglich 0,4 Sekunden, auf die beiden Deutschen nur 26 Hundertstelsekunden. Auch auf der 1000-Meter-Distanz gelang ihnen die Qualifikation für den Finallauf, nachdem sie im Vorlauf Dritte wurden und anschließend das Halbfinale gewonnen hatten. Das Finale beendeten sie auf dem sechsten Platz.
Bei den Olympischen Spielen 1996 in Atlanta trat Stojanow erneut mit Martin Marinow im Zweier-Canadier auf zwei Distanzen an. Über die 500-Meter-Distanz zogen sie nach Rang drei im Vorlauf und Rang vier im Halbfinale in den Endlauf ein, den sie auf dem fünften Platz abschlossen. Im Wettbewerb über 1000 Meter erreichten Stojanow und Marinow ihr viertes gemeinsames olympisches Finale. Als Vierte verpassten sie jedoch knapp einen weiteren Medaillengewinn, nachdem sie 1,8 Sekunden hinter den drittplatzierten Ungarn die Ziellinie überquerten.
Zwischen seinen beiden Olympiateilnahmen gewann Stojanow mit Martin Marinow bei den Weltmeisterschaften 1994 in Mexiko-Stadt über 500 Meter und 1995 in Duisburg über 200 Meter jeweils Bronze. Darüber hinaus sicherte er sich im Vierer-Canadier bei den Europameisterschaften 1997 in Plowdiw eine weitere Bronzemedaille.